# Edgar Molina Montalvo
Edgar Atahualpa Molina Montalvo (Quito, 1 de febrero de 1939 - 22 de julio de 2024) fue un abogado y político ecuatoriano. Ejerció como concejal de Quito y diputado del Congreso Nacional. En 1978 fue candidato a la vicepresidencia de la República como binomio de Abdón Calderón Muñoz.

## Reseña biográfica
Estudió en la Universidad Central del Ecuador, en donde se graduó de licenciado en Ciencia Política y doctor en Jurisprudencia. Durante tres décadas ejerció la cátedra universitaria en la Facultad de Jurisprudencia de su alma mater, desde 1971 hasta el año 2002.
Realizó estudios en Desarrollo Económico en España, Banca Comunitaria en Alemania y Sistemas de Informática en Rumanía.
Militó desde temprano en las juventudes del Partido Liberal Radical Ecuatoriano. Fue secretario general de la Federación de Estudiantes Universitarios del Ecuador. Por su oposición a la Junta Militar (1963-1965) estuvo preso en el Penal García Moreno y fue confinado a las islas Galápagos, en 1965.
A lo largo de su carrera desempeñó funciones en la Superintendencia de Bancos, el Banco Nacional de Fomento, el Ministerio de Gobierno, el Municipio de Quito, la Procuraduría General del Estado y el Congreso Nacional. 
Junto Abdón Calderón Muñoz formó el Frente Radical Alfarista (FRA), partido político de ideología liberal, para participar en las elecciones del retorno a la democracia en 1978. El binomio de Calderón y Molina obtuvo el 9.03% de la votación, en la primera vuelta del 16 de julio de 1978. El 29 de noviembre de ese año, Calderón fue víctima de un fatal atentado ordenado por el ministro de gobierno de la dictadura militar, el general Bolívar Jarrín Cahueñas, en la ciudad de Guayaquil. Murió el 9 de diciembre de 1978 en Estados Unidos.
Fue concejal de Quito en 1982, cargo al que renunció en 1984 para ser candidato a diputado nacional por el FRA, dignidad a la que resultó electo. Antes de que se instalara la legislatura, por diferencias con la dirigencia de su partido, se desafiló. Ejerció como independiente y, por un corto periodo, se sumó a la bancada de la Concentración de Fuerzas Populares. 
Fue candidato a la Asamblea Constitucional por la provincia de Pichincha en 1997.
Fue presidente de la Federación Nacional de Madres y Padres de Personas con Discapacidad Intelectual y Autogestores (FEPAPDEM).
Fue columnista del diario La República. 
Fue abuelo del escritor Miguel Molina Díaz. 

## Cargos de elección popular
- Concejal del Distrito Metropolitano de Quito (1982-1984)
- Diputado Nacional (1984-1988)